# L'Espion Akanichi Kakita
Pour plus de détails, voir Fiche technique et Distribution.
L'Espion Akanichi Kakita (赤西蠣太, Akanishi Kakita) est un film japonais écrit et réalisé par Mansaku Itami, sorti en 1936, adapté d'une nouvelle de Naoya Shiga.

## Synopsis
Nord du Japon, vers 1670. Sous le nom d'Akanishi Kakita, un homme au physique disgracieux aimant son chat et le shōgi est en réalité un espion chargé de surveiller les agissements dans le clan Date pour le compte du chef du clan Katakura. Ayant réussi à déjouer une tentative d'assassinat et intercepter des courriers compromettants, il cherche un prétexte pour quitter la résidence du seigneur Date Hyōbu sans éveiller les soupçons. Son acolyte Aozame Masujirō lui conseille d'écrire une lettre d'amour à Sazanami, la plus belle femme de la résidence Date pour devenir la risée de ses compagnons et ainsi obtenir une justification à son départ. Mais comble de malchance, la belle répond favorablement à ses avances, l'obligeant à "oublier" une autre lettre pour qu'elle soit découverte et qu'il puisse profiter du stratagème. Soupçonneux, le seigneur Kai Harada se doute de quelque chose et envoie une troupe à sa poursuite, mais celle-ci échoue à le retrouver.
Le 27 mars 1671 éclate « l'incident Date » qui aboutit à la mort de Kai Harada et de Date Aki qui s'était plaint auprès du shogunat de la mauvaise gestion du fief du clan Date. Akanishi Kakita, lui, retrouve la belle Sazanami.

## Fiche technique
- Titre : L'Espion Akanichi Kakita[1],[2]
- Titre original : 赤西蠣太 (Akanichi Kakita?)
- Réalisation : Mansaku Itami

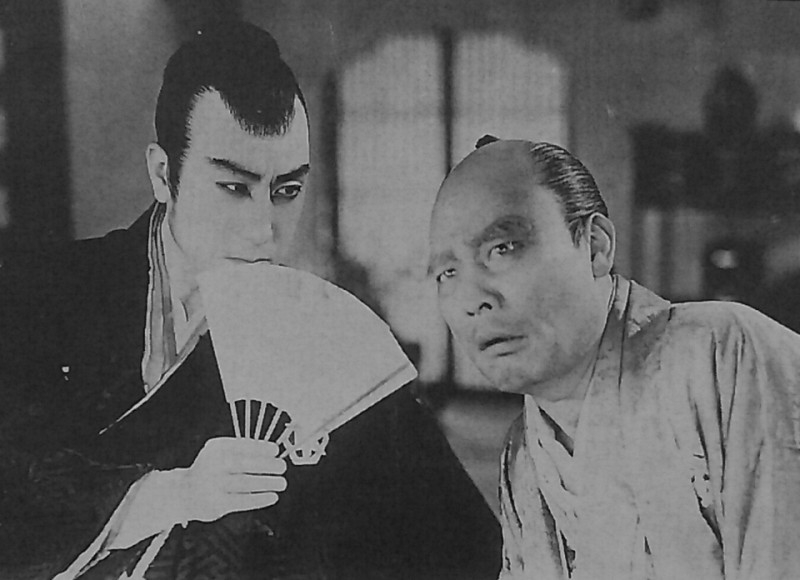
Chiezō Kataoka (dans le rôle de Kai Harada) et Michisaburō Segawa

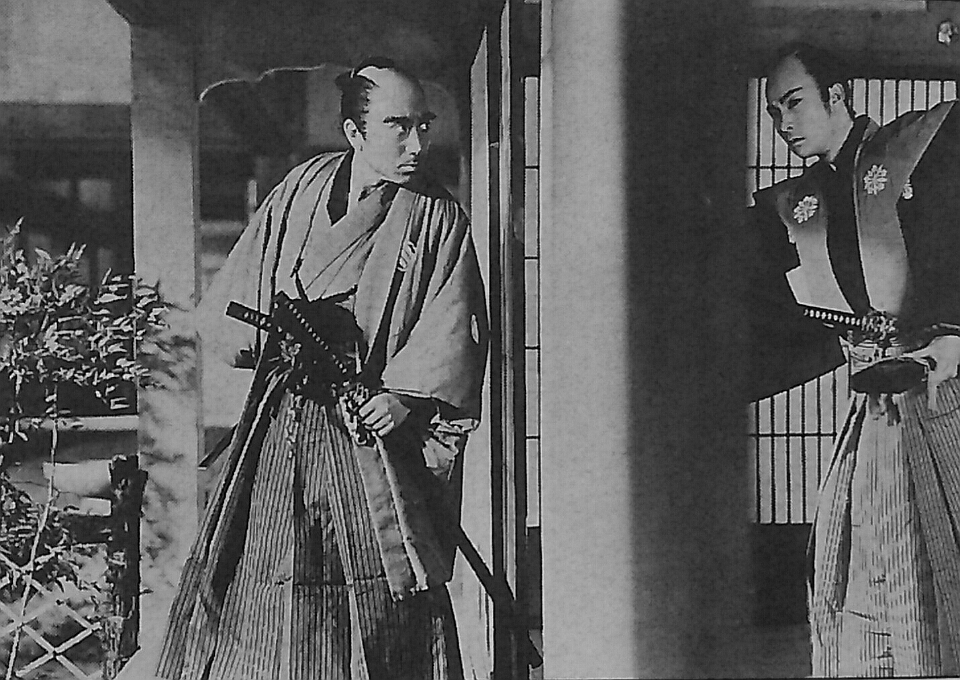
Chiezō Kataoka (dans le rôle d'Akanishi Kakita) et Kensaku Hara

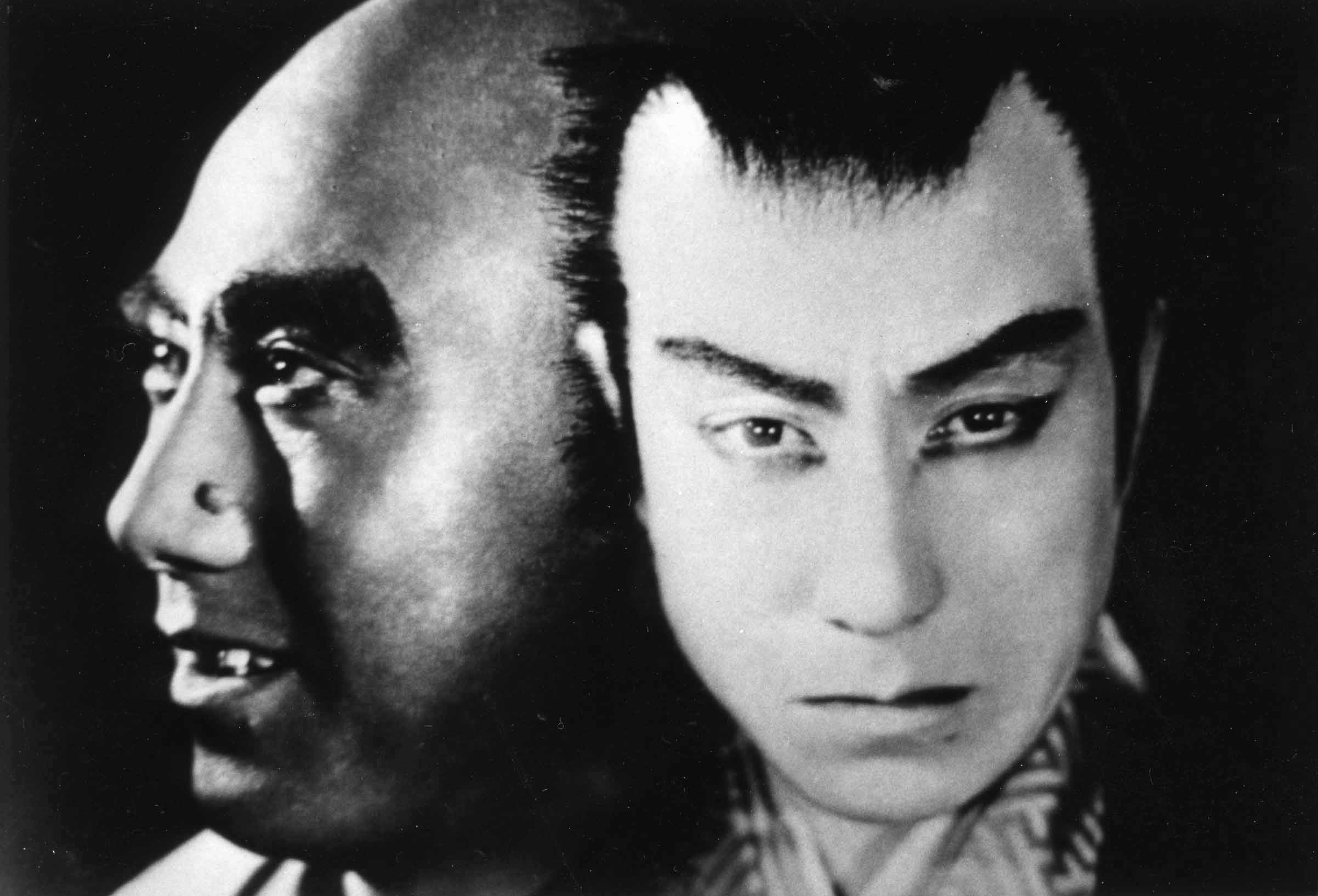
Chiezō Kataoka, dans le rôle d'Akanishi Kakita à gauche et dans celui de Kai Harada à droite

- Scénario : Mansaku Itami d'après une nouvelle de Naoya Shiga
- Photographie : Hiroshige Urushiyama
- Musique : Nakaba Takahashi
- Assistants réalisateurs : Kiyoshi Saeki, Masaki Mōri et Minoru Sano
- Sociétés de production : Kataoka Chiezo Productions
- Pays de production :  Empire du Japon
- Langue originale : japonais
- Format : noir et blanc - 1,37:1 - son mono
- Genre : comédie dramatique ; jidai-geki ; film d'espionnage[3],[4]
- Durée : 77 minutes (métrage : dix bobines - 2 340 m[5])
- Date de sortie :
  - Empire du Japon : 18 juin 1936[5]

## Distribution
- Chiezō Kataoka : Akanishi Kakita / Kai Harada
- Mineko Mōri : Sazanami
- Takashi Shimura : Tsunomata Taranoshin
- Misao Seki : Irifuneya Sabaemon, le père de Sazanami
- Shōsaku Sugiyama : Matsumae Tetsunosuke
- Seinosuke Hayashi : Fukahei
- Sōjin Kamiyama : Anma Ankō
- Yōko Umemura : Masaoka
- Takeo Kawasaki : Monban
- Michisaburō Segawa : Date Hyōbu
- Eiko Higashi : la princesse
- Kanitarō Bandō : Asari Kainojō
- Tsutomu Akazawa : Okitsu Tainoshin
- Takeo Yano : Kani Saizō
- Emiko Yanagi : Kamechiyo
- Kensaku Hara : Aozame Masujirō
- Hirako Tae : Oiso
- Shizuko Takizawa : Okinoishi
- Arata Shibata : Sugano Kosuke
- Kōichi Katsuragi : Date Aki

## Autour du film
Les premiers films de Mansaku Itami ont pour vedette Chiezō Kataoka, pour qui il crée des personnages de films historiques d'un nouveau genre, plus humains et plus ordinaires, ainsi le héros de L'Espion Akanichi Kakita préfère son chat à son sabre et souffre de l'estomac. Dans ce film, Chiezō Kataoka interprète deux rôles distincts, celui de l'espion Akanishi Kakita ainsi que celui de Kai Harada.
L'Espion Akanichi Kakita a été classé 5e au classement des dix meilleurs films japonais de l'année 1936 établi par le journal Kinema Junpō.